# Église orthodoxe russe du souvenir (Leipzig)
Pour les articles homonymes, voir Église Saint-Alexis.
L'église Saint-Alexis ou église du Souvenir à la gloire de la Russie (en russe : Свято Алексиевский храм-памятник Русской Славы, en allemand : St. Alexi-Gedächtniskirche zur Russischen Ehre) est une église orthodoxe russe située dans le quartier Zentrum-Südost, à Leipzig en Allemagne. Elle mesure 65m de haut.

## Histoire
La première église orthodoxe à Leipzig était une chapelle privée grecque dédiée à la sainte Trinité en 1744. Il est décidé alors de construire une autre église pour les Russes qui prend la forme d'une chapelle pour les étudiants ouverte en 1751, mais elle ferme en 1775. Des services liturgiques en slavon sont alors célébrées à l'église grecque reconstruite par le consul de Grèce en 1847.
L'idée de construire une église en souvenir des soldats russes tombés à la Bataille des Nations survient en 1907 et en 1910 un comité est créé dans ce but, dirigé par le grand-duc Michel Alexandrovitch de Russie. Les autorités de la ville de Leipzig laissent à sa disposition un terrain de 2,5 hectares au bord du champ de bataille. Les travaux commencent en 1911 et elle est bénite le 15 (28) décembre 1912 en présence du ministre russe Soukhomlinov et des autorités. Les architectes sont V.A. Pokrovsky, Georg Weidenbach et Richard Chammer qui s'inspirent de l'église de Kolomenskoïe à Moscou. La consécration de l'église Saint-Alexis a lieu le 4 (17) octobre 1913 en présence du Kaiser Guillaume, du roi de Saxe, Frédéric-Auguste III, du grand-duc Cyrille Vladimirovitch de Russie et de représentants des pays de la coalition. Des tablettes commémoratives portant le nom des soldats et des officiers sont placées dans la crypte dédiée à saint Pantélémon. L'église est ouverte comme filiale de la paroisse russe-orthodoxe de Dresde. 
Cependant quelques mois plus tard, la Première Guerre mondiale allait commencer. La Russie impériale se range du côté des alliés français et anglais. L'entrée de l'église est murée…
Elle est vandalisée et finalement donnée en location à des habitants de la ville. Elle est rendue au culte en 1927 et consacrée à nouveau. Elle est encore endommagée pendant la Seconde Guerre mondiale, où sa crypte sert d'abri pendant les bombardements et est finalement restaurée en 1945 et en 1963, comme mémorial militaire. Elle est encore restaurée en 1988-1989.
Un petit musée a été ouvert qui présente des objets militaires, des documents et des livres sur la bataille de Leipzig.
Les tablettes de marbre rappellent que 22 000 soldats russes sont tombés à la bataille de Leipzig, ainsi que 16 000 Prussiens, 12 000 Autrichiens et 300 Suédois.